# 锦阳路街道
锦阳路街道，是中华人民共和国陕西省铜川市耀州区下辖的一个街道办事处。
2015年，陕西省民政厅批复同意将关庄镇寺沟塬村划归锦阳路街道办事处。

## 行政区划
锦阳路街道下辖以下地区：
寺沟村、阿姑社村、阴河村、崔仙村、杨家庄村、白家庄村、张郝村、南村、水峪村、郝家堡村、吕坡村、白莲村、穆家塬村、苏家店村和寺沟塬村。